# Pewee Valley
Pewee Valley è un comune della contea di Oldham, in Kentucky, Stati Uniti d'America.